# Алакаєвське нафтове родовище
Алакаєвське нафтове родовище відкрито у 1958 році у с. Алакаєво Ішимбайського району Башкирської АРСР. Приурочено до невеликого рифовому масиву (1,5х1,5) сакмаро-артинського віку. Нафтоносні вапняки. Родовище разбурено і розробляється поодинокими свердловинами.

## Опис
Розташоване за 9 км на південний захід від м. Ішимбая, в межах водоохоронної зони р. Білої.
За 4 км на захід від родовища проходить залізниця і автодорога Р240 Уфа — Оренбург.
Найближча залізнична станція — Салават.
За 8 км на схід проходить ЛЕП Уфа-Оренбург.
Дегазирована нафту Алакаєвського родовища — емульгатор запатентованої гідрофобної емульсії